# World Indoor Soccer League
De World Indoor Soccer League (vaak afgekort tot WISL) was een zaalvoetbalcompetitie in de Verenigde Staten en Mexico van 1998 tot 2001.

## Geschiedenis
Nadat de Continental Indoor Soccer League stopte, besloten vier teams onder leiding van de nieuwe voorzitter Gordon Jago om door te gaan en een nieuwe competitie op te richten. Dit werd de Premier Soccer Alliance. Na de toetreding van de Houston Hotshots en Monterrey La Raza werd de naam veranderd in World Indoor Soccer League.

## Deelnemende teams
| Team               | Plaats                 |
| ------------------ | ---------------------- |
| Arizona Thunder    | Phoenix, Arizona       |
| Dallas Sidekicks   | Dallas, Texas          |
| Houston Hotshots   | Houston, Texas         |
| Monterrey La Raza  | Monterrey, Nuevo León  |
| Portland Pythons   | Portland, Oregon       |
| Sacramento Knights | Sacramento, California |
| San Diego Sockers  | San Diego, California  |
| St. Louis Steamers | St. Charles, Missouri  |
| Utah Freezz        | West Valley City, Utah |

## Kampioenen
| Seizoen | Kampioen           | Score / series             | Tweede             |
| ------- | ------------------ | -------------------------- | ------------------ |
| 1998    | Dallas Sidekicks   | 6-2                        | Sacramento Knights |
| 1999    | Sacramento Knights | 7-6                        | Dallas Sidekicks   |
| 2000    | Monterrey La Raza  | 6-5 (3-1 na strafschoppen) | Dallas Sidekicks   |
| 2001    | Dallas Sidekicks   | ?-?, ?-?                   | San Diego Sockers  |

ALPF (1894–95) · 
NAFBL (1895–1921) · 
ASL I (1921–33) · 
ASL II (1933–83) · 
ISL (1960-65) ·
NPSL I (1967) · 
USA (1967) · 
NASL (1968–85) · 
MISL I (1978–92) · 
NPSL II (1984–2001) · 
USL I (1984–85) · 
WSA (1985–89) · 
LSSA (1987–92) · 
ASL III (1988–89) · 
CISL (1993–97) · 
EISL (1997–98) · 
WISL (1998–2001) · 
WUSA (2001–03) · 
MISL II (2001–08) · 
XSL (2008–09) · 
USL First Division (2005–2010) · 
USL Second Division (1990–2010) · 
D2 Pro League (2010) ·
NASL (2011–17)